# Ягудін Керим Мусякович
Керим Мусякович Ягудін (тат. Кәрим Яһүдин; 1915 — 20 серпня 1944) — радянський військовик часів Другої світової війни, гвардії капітан. Герой Радянського Союзу (1938).

## Життєпис
Народився в селі Нова Усть-Уза Петровського повіту Саратовської губернії Російської імперії (нині — Петровський район Саратовської області Росії). Татарин. Здобув початкову освіту, працював у колгоспі, згодом у пункті «Заготживсировини» у Жерновці.
До лав РСЧА призваний у 1937 році. У липні — серпні 1938 року брав участь у боях біля озера Хасан. Особливо кулеметник 32-ї стрілецької дивізії червоноармієць К. М. Ягудін відзначився при відбитті контратак супротивника на сопку Безіменну. Член ВКП(б) з 1940 року.
У 1942 році закінчив Київське військове артилерійське училище. З березня того ж року — у діючій армії. Воював на Південно-Західному, Сталінградському, Донському, Південному, 4-му Українському та 3-му Білоруському фронтах.
20 серпня 1944 року командир артилерійського дивізіону 168-го гвардійського легкого артилерійського Червонопрапорного полку 2-ї гвардійської артилерійської Перекопської Червонопрапорної дивізії прориву РГК гвардії капітан К. М. Ягудін помер від ран, отриманих напередодні у бою поблизу міста Вілкавішкіс (Литва). Похований у місті Каунас (Литва).

## Нагороди
Указом Президії Верховної Ради СРСР від 25 жовтня 1938 року «за зразкове виконання бойових завдань і геройство, виявлене при обороні району озера Хасан» червоноармійцеві Ягудіну Кериму Мусяковичу присвоєне звання Героя Радянського Союзу з врученням ордена Леніна і медалі «Золота Зірка» (№ 103).
Також нагороджений орденами Олександра Невського (02.05.1944), Вітчизняної війни 1-го ступеня (24.03.1943) і медаллю «За оборону Сталінграда».